# تآثر فيرمي
تآثر فيرمي  في الفيزياء النووية، وفيزياء الجسيمات (بالإنجليزية: Fermi's interaction) هو تفسير قديم للقوة نووية ضعيفة اقترحه إنريكو فيرمي ، وطبقا لافتراض فيرمي أن أربعة من الفرميونات تتآثر سويا مباشرة عند نقطة.
وعلى سبيل المثال : كان هذا التآثر يحاول تفسير اضمحلال بيتا الذي يحدث للنيوترون . طبقا لاقتراح فيرمي يتم اضمحلال بيتا للنيوترون عن طريق اشتباك أو ارتباط نيوترون (متكون من 2 كوارك سفلي و 1 كوارك علوي) مع إلكترون ونقيض نيوترينو وبروتون (2 كوارك علوي و 1 كوارك سفلي). وكان من المفروض أن يفسر هذا النوع من التآثر تحلل الميون عن طريق ترابط بين ميون ونقيض نيوترينو إلكتروني ونقيض نيوترينو ميوني وإلكترون. وقد قدم فيرمي هذا الاقتراح بهذا النوع من الترابط أو الاشتباك بين الجسيمات كمحاولة لتفسير اضمحلال بيتا عام 1933.
ويوصف هذا التآثر تفرعات لمخطط فاينمان وصفا جيدا ولكن مخططات فاينمان المحتوية على دورات لا يمكن حسابها بدقة حيث أن تآثر فيرمي لا يقبل إعادة التوحيد (اعتبار المواد الداخلة في التآثر 1 والمواد الخارجة من التآثر 1). وكان الحل يتطلب استبدال تآثر الأربعة فرميونات بنظرية كاملة (انظر تكملة يو في UV completion) - وهي تتضمن تبادل لـ بوزون-W أو بوزون-Z كما هو مفسر في نظرية القوة النووية الضعيفة ، ومن الممكن إعادة توحيد نظرية القوة النووية الضعيفة.
وقبل نضوج نظرية القوة النووية الضعيفة ونظرية النموذج العياري استطاع جورج سودارشان وروبرت مارشاك وأيضا بعمل مستقل لريشارد فاينمان وموري جيل-مان تعيين الموتر الهيكلي المضبوط لتآثر الأربعة فرميونات .

## ثابت فيرمي
ويحدد ثابت الترابط GF لفيرمي شدة التآثر بين الفرميونات.وقامت التجربة بتعيين ثابت فيرمي بدقة وتوصلت إلى تعيين متوسط عمر الميون ، وهو يتناسب تناسبا عكسيا مع مربع الثابت GF. وصياغته طبقا للاصطلاحات الحديثة كالآتي:
{\displaystyle {\frac {G_{\rm {F}}}{(\hbar c)^{3}}}={\frac {\sqrt {2}}{8}}{\frac {g^{2}}{m_{\rm {W}}^{2}}}=1.16637(1)\times 10^{-5}\;{\textrm {GeV}}^{-2}\ }
حيث:
g ثابت الترابط للقوة نووية ضعيفة،
mW كتلة بوزون W ، وهو وسيط التحلل في تحلل النيوترون.
{\displaystyle \hbar \ } ثابت بلانك المخفض
c سرعة الضوء في الفراغ
GeV وحدة طاقة = جيجا إلكترون فولت